# Anomala crassisura
Anomala crassisura är en skalbaggsart som beskrevs av Thomas Casey 1915. Anomala crassisura ingår i släktet Anomala och familjen Rutelidae. Inga underarter finns listade i Catalogue of Life.